# لون مونتاین رنچ (آریزونا)
لون مونتاین رنچ (به انگلیسی: Lone Mountain Ranch) یک منطقهٔ مسکونی در ایالات متحده آمریکا است که در آریزونا واقع شده‌است. لون مونتاین رنچ ۶۲۱ متر بالاتر از سطح دریا واقع شده‌است.